# 李慧娜
李慧娜（Vera Lee，1月15日—）藝名「拿拿淋」或「拿拿林」，香港電台前監製及電台廣播節目主持人。資深廣播製作人，從事電台節目製作逾10年，曾擔任香港電台DJ，節目監製及Teen Power創作及節目總監，曾主持的節目包括《QQ Co.》、《拖男帶女Love Actually》、《生人勿近》及《晨光第一線》等。

## 個人簡歷
拿拿淋1997年加入香港電台第2台為DJ及助理監製，2001年晉升為香港電台第2台節目監製，2004年兼任官方網上電台Teen Power創作總監，2005年晉升為Teen Power節目總監。2007年香港電台一眾DJ被廉政公署起訴，涉嫌於2001年期間以朋友名義詐騙港台撰稿及資料搜集費，後於2008年被裁定「罪名不成立」，當時裁判官判詞特別指出控方缺乏直接證據、環境證供不明朗，更批評港台行政混亂，沒有確切可以正確反映犯罪事實紀錄。拿拿淋勝訴後，辭職離開港台，並在雜誌專訪中透露，對於在官司期間，港台沒有給予援手感到非常憤怒，後而後在獲判無罪後，港台雖加薪挽留，但她最終辭職以示對港台的萬分失望。
除電台工作外，她亦擔任公開活動主持及製作工作，例如香港書展金庸倪匡英雄聚會、國際流行音樂大獎頒獎典禮、最佳進步獎及太陽計劃音樂會等；及曾擔任致美設計學校(UNiART School of Design)課程導師。2011年以高級監製身份加入Pico Global Services Ltd.，2012年晉升為客戶總監，2013年高級客戶總監，2014年助理總經理，2015年亞太區助理總經理，到2016年她離開Pico自立門戶開設自己品牌顧問公司。
2024年10月31和女友Madelyn Ko在台灣舉行同性婚禮，好友唐詩詠和鄧麗欣皆有出席。

## 廣播節目
- 《晨光第一線》
- 《一時貪玩》
- 《創KaPo夫》
- 《青春交響曲2000版》
- 《生人勿近》
- 《拖男帶女Love Actually》
- 《QQ Co.》
- 《輕談淺唱不夜天》

## 監製節目
- 《性在有心》  主持:鄧萃雯
- 《夏娃瑪利亞》 主持:丘凱敏 楊崢
- 《自己人》 主持:梁兆輝
- 《DJ生環者》主持:陳自瑤 阿感
- 《千嬌百媚》主持:官恩娜 唐詩詠 區文詩
- 《半島冰室》主持:劉浩龍 董敏莉 吳日言 區文詩

## 視像節目
- 《Teen Power 悠然自得》
- 《Teen Power Music Drive》

## 外部參考
- 香港電台網：拿拿淋（Vera Lee）簡介 （页面存档备份，存于）
- 拿拿淋所推出的書籍 （页面存档备份，存于）
- 拿拿淋的視像連線